# Macula (exogeologia)
En astrogeologia, macula (plural maculae, abr. MA) és una paraula llatina que significa «taca» que la Unió Astronòmica Internacional (UAI) utilitza per indicar llocs especialment foscos en la superfície d'un planeta o un satèl·lit natural. Es va adoptar el terme per a la nomenclatura planetària quan les imatges d'alta resolució d'Europa van revelar noves característiques superficials inusuals.
Estan presents en les superfícies gelades de Mart, Europa (satèl·lit de Júpiter), Tità (satèl·lit de Saturn) i Tritó (satèl·lit de Neptú).

## Maculae de Mart
| Macula          | Latitud | Longitud | Diàmetre (km) | Epònim                                       | Referències |
| --------------- | ------- | -------- | ------------- | -------------------------------------------- | ----------- |
| Olympus Maculae | 17,36 N | 217,16 E | 124,00        | Nom clàssic de les característiques d'albedo | 15705       |

## Maculae d'Europa
| Macula          | Latitud | Longitud | Diàmetre (km) | Epònim                                                      | Referències |
| --------------- | ------- | -------- | ------------- | ----------------------------------------------------------- | ----------- |
| Boeotia Macula  | 53,6 S  | 166,8 O  | 30,00         | Lloc on Cadme va dirigir la vaca abans que s'aturès a Tebes | 792         |
| Castalia Macula | 1,6 S   | 225,7 O  | 35,00         | Lloc on Cadme, germà d'Europa, va matar el drac.            | 1048        |
| Cyclades Macula | 62,5 S  | 191,3 O  | 107,00        | Illa on Radamantis va regnar                                | 1361        |
| Thera Macula    | 46,7 S  | 181,2 O  | 95,003        | Lloc on Cadme es va aturar en la seva recerca               | 5967        |
| Thrace Macula   | 45,9 S  | 172,1 O  | 180,20        | Lloc on Cadme es va aturar en la seva recerca               | 5984        |

## Maculae de Tità

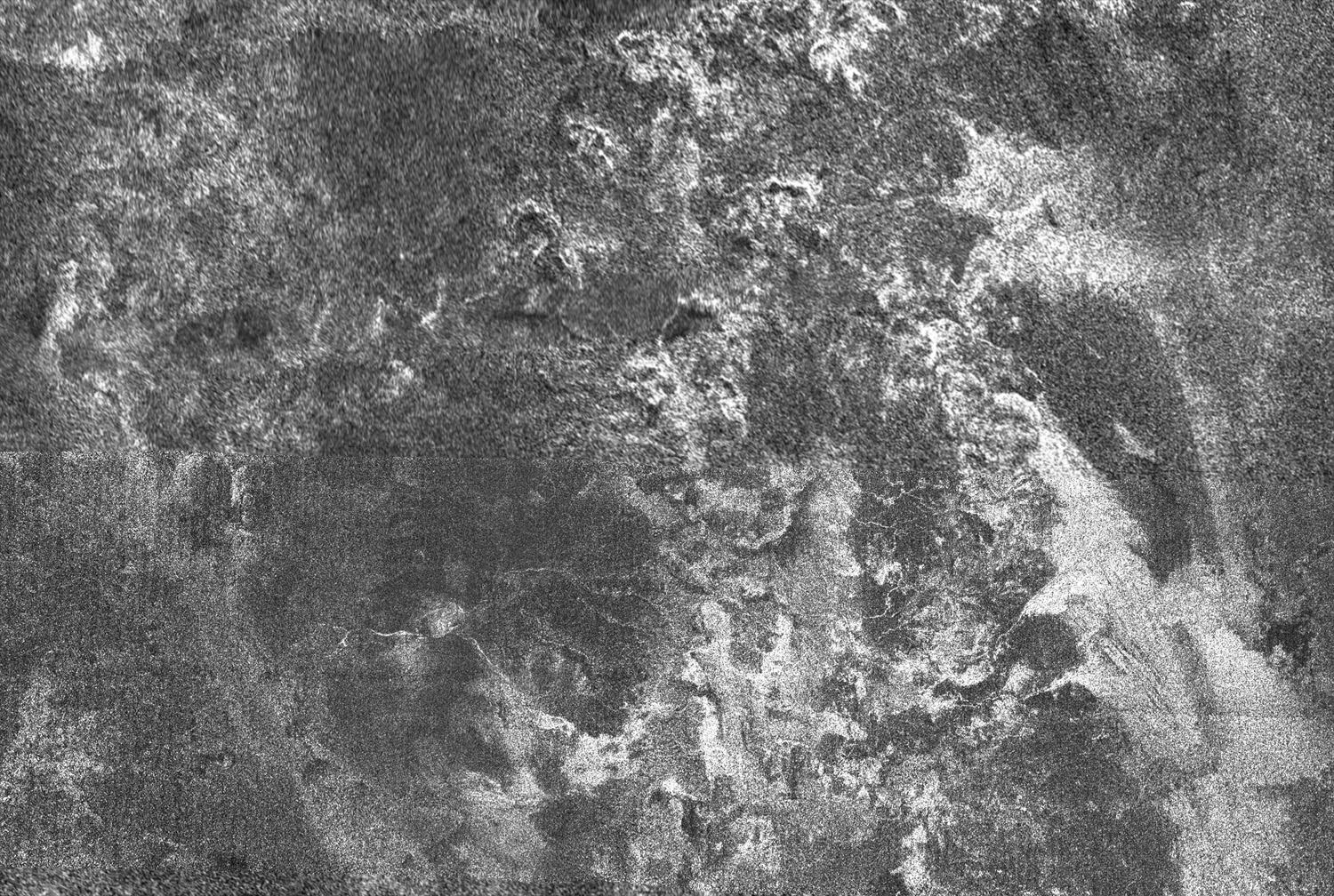
La Ganesa Macula de Tità és el gran punt circular de la part inferior esquerra d'aquesta imatge, que es pensava que era un criovolcà

| Macula           | Latitud | Longitud | Diàmetre (km) | Epònim                                            | Referències |
| ---------------- | ------- | -------- | ------------- | ------------------------------------------------- | ----------- |
| Eir Macula       | 24,00 S | 114,70 O | 145,00        | Deessa nòrdica de la salut i de la pau            | 7004        |
| Elpis Macula     | 31,20 N | 27,00 O  | 500,00        | Deessa grega de la felicitat i l'esperança        | 7005        |
| Ganesa Macula    | 50,00 N | 87,30 O  | 160,00        | Déu hindú de la bona fortuna i la saviesa         | 6957        |
| Genetaska Macula | 23,50 N | 196,30 O | 24,00         | Reina de la pau dels iroquesos                    | 15355       |
| Omacatl Macula   | 17,6 N  | 37,20 O  | 225,00        | Déu asteca de la bona sort i senyor dels banquets | 7006        |
| Polaznik Macula  | 41,10 S | 280,40 O | 346,90        | Déu eslau de la felicitat de Cap d'Any            | 14657       |
| Polelya Macula   | 50,00 S | 56,00 O  | 175,00        | Deu eslau oriental de la felicitat matrimonial    | 14278       |

## Maculae de Tritó
| Macula           | Latitud | Longitud | Diàmetre (km) | Epònim                                              | Referències |
| ---------------- | ------- | -------- | ------------- | --------------------------------------------------- | ----------- |
| Akupara Maculae  | 27,50 S | 63,00 E  | 0             | Tortuga que protegeix el món (Índia)                | 142         |
| Doro Macula      | 27,50 S | 31,70 E  | 0             | Senyora de la pesca (mar d'Okhotsk)                 | 1583        |
| Kikimora Maculae | 31,00 S | 78,00 E  | 0             | Esperit eslau dels pantans, esperit domèstic        | 3029        |
| Namazu Macula    | 25,50 S | 14,00 E  | 0             | Peixos mítics japonesos; creador de terratrèmols    | 4125        |
| Rem Maculae      | 13,00 N | 349,50 E | 0             | Peixos egipcis que ploraven llàgrimes fertilitzants | 4990        |
| Viviane Macula   | 31,00 S | 36,50 E  | 0             | Amor de Merlí (gal·lès)                             | 6418        |
| Zin Maculae      | 24,50 S | 68,00 E  | 0             | Esperits de l'aigua del Níger                       | 6739        |